# Wisin y Yandel
Wisin y Yandel (stylisé Wisin & Yandel) est un duo portoricain de reggaeton, originaire de Cayey, actif entre 1998 et 2013, puis entre 2018 et 2023. Le duo est composé de Juan Luis Morera Luna (Wisin) et de Llandel Veguilla Malavé Salazar (Yandel). Le duo est considéré comme l'un des groupes les plus importants de l'histoire du reggaeton.
Au cours de leur carrière commune, le duo reçoit de nombreux disques de platines aux États-Unis et en Amérique latine, ainsi qu'un Grammy Award, deux Latin Grammy Awards, dix Latin Billboard Awards, un MTV Video Music Award, douze Premios Juventud, deux MTV Latin America Awards, treize Premio Lo Nuestro, entre autres reconnaissances.

## Histoire

### Première phase
Yandel est également connu pour avoir sorti en solo un tube assez commercial sous forme de striptease érotique : Te suelto el pelo, te quito la camisa, tu pantalone, y despues te como completa…[réf. nécessaire] Le duo commence sa carrière en 2000, et rencontrent le succès dès leur septième album en 2003. En 2004, les deux rappeurs décident de se séparer momentanément et Yandel enregistre Quien Contra Mí. Les hits qui remportent le plus grand succès du duo sont Mayor Qué Yo, Rakata, et El Gistro Amarillo.
En 2005, le duo fonde son propre label discographique appelé WY Records. En 2006, le duo de rappeurs a eu l'occasion d'enregistrer une chanson à Hollywood pour illustrer le thème principal du film Dance with Me produit par Liz Friedlander et interprété principalement par Antonio Banderas. Wisin and Yandel signent[Quand ?] au label Mr. 305 Inc du rappeur cubano-américain Pitbull.
En mars 2013, ils sortent un nouveau single, intitulé Te deseo, accompagné d'un clip vidéo réalisé par Carlos Pérez. Entre septembre et décembre de la même année, ils sont coaches dans la troisième saison de La Voz México.
Des rumeurs sur la séparation du « duo de l'histoire » autoproclamé sont alimentées lors d'une visite au Mexique, chacun ayant voyagé dans un avion différent. L'affaire est clarifiée par la suite et les deux nient les prétendus différends ; il confirme seulement que Yandel allait entamer sa carrière solo, où il sort son deuxième album, intitulé De líder a leyenda, et son premier single intitulé Hablé de ti. Wisin sort également son deuxième album solo, intitulé El regreso del sobreviviente, avec son premier single, Que viva la vida. En octobre 2013, la séparation est confirmée : Yandel déclare qu'elle est principalement due à des raisons de gestion de l'équipe. Ces plans coïncident avec la fin de leur contrat avec Machete Music et UMLE, signant avec Sony Music Latin pour gérer leurs carrières solo.

### Deuxième phase
Ils annoncent officiellement leur retour en 2018 pour effectuer une tournée mondiale et présenter plusieurs productions musicales. Leur premier concert a lieu le 31 mars 2017 à l'amphithéâtre Altos de Chavón en République dominicaine. Depuis 2017, certains titres interprétés par le duo sont publiés sur leurs albums solo en prévision de leur retour. Les premiers titres sortis comprennent Como antes, Hacerte el amor en collaboration avec Nicky Jam, Todo comienza en la disco, un titre où figure également Daddy Yankee. Ils participe également ensemble en tant que collaborateurs à d'autres chansons telles que les remixes de Bonita par Jowell & Randy et J Balvin, Única par Ozuna, parmi d'autres.
Le 25 octobre 2018, ils sortent pour la première fois depuis cinq ans un nouveau single en tant que duo officiel : Reggaetón en lo oscuro. Il s'agit de la première chanson d'un nouvel album sorti le 14 décembre 2018 intitulé Los Campeones del Pueblo, en plus de leur tournée Como Antes Tour.
En 2020, ils annoncent que leur album La gerencia sortirait en 2021, mais il est finalement reporté pendant un certain temps et met finalement en attente, tandis que certaines collaborations avec d'autres groupes sont publiées. Ils sont en tête du Top 21 des groupes latinos de tous les temps du Billboard. En septembre 2021, ils annoncent une tournée d'adieu appelée La ùltima misión, deux mois plus tard ils annoncent la sortie d'un album du même nom pour 2022, suivi de la tournée et enfin de la séparation du duo. Tous deux commentent que le projet sera réalisé pour clore leur histoire « en grand » et qu'il comptera sur la participation de plusieurs artistes importants du genre, tout en précisant que la séparation est due à des raisons personnelles, mais qu'ils continueront leur carrière solo. Le premier single de l'album, intitulé Recordar, sort en décembre 2021. Le 29 septembre 2022, ils sortent un nouveau single, Besos Moja2, en collaboration avec Rosalía et le jour suivant sort l'album, qui comprend également des singles sortis les années précédentes.
Après la tournée La ùltima misión, le duo poursuit ses sorties individuelles, en commençant par Yandel et la sortie de l'album Resistencia en janvier 2023, dans lequel ils interprètent avec Wisin le morceau Te Gusta. Cependant, ils sont toujours actifs pour des concerts,,, et des collaborations avec d'autres artistes ; par exemple, le morceau Todavía inclus dans l'album Data du producteur Tainy.

## Discographie

### Albums studio
- 2000 : Los Reyes del Nuevo Milen
- 2001 : De Nuevos a Viejos
- 2002 : De Otra Manera
- 2003 : Mi Vida... My Life
- 2005 : Pa'l Mundo
- 2007 : Los Extraterrestres
- 2009 : La Revolución
- 2011 : Los Vaqueros: El Regreso
- 2012 : Líderes
- 2018 : Los Campeones del Pueblo: The Big Leagues
- 2022 : La Última Misión

### Albums solo

#### Wisin
- 2004 : El sobreviviente
- 2014 : El regreso del sobreviviente
- 2014 : El regreso del sobreviviente Deluxe Edition
- 2015 : Los vaqueros 3: La trilogía
- 2017 : Victory
- 2021 : Los Legendarios 001
- 2022 : Multimillo, Vol. 1
- 2024 : Mr. W

#### Yandel
- 2003 : Quién contra mí
- 2013 : De líder a leyenda
- 2014 : Legacy: De líder a leyenda tour (EP)
- 2015 : Legacy: De líder a leyenda tour
- 2015 : Legacy: De líder a leyenda tour (Deluxe Edition)
- 2015 : Dangerous
- 2017 : Update
- 2019 : The One
- 2020 : ¿Quién Contra Mí 2?
- 2023 : Resistencia
- 2024 : Elyte